# Spermidina sintasi
La spermidina sintasi è un enzima numero EC 2.5.1.16 appartenente alla classe delle transferasi, che catalizza la seguente reazione:
S-adenosil-metioninammina + putresceina ⇄ 5'-S-metil-5'-tioadenosina + spermidina